# George Hudson (football)
Pour les articles homonymes, voir George Hudson et Hudson.
George Anthony Hudson (né le 14 mars 1937 à Manchester et mort le 28 décembre 2020) est un joueur de football anglais qui évoluait au poste d'attaquant.

## Biographie
Avec le club de Northampton Town, il dispute 11 matchs en première division anglaise, inscrivant six buts.

## Palmarès
Peterborough United
- Championnat d'Angleterre D3 :
  - Meilleur buteur : 1962-63 (30 buts).